# 59 (liczba)
59 (pięćdziesiąt dziewięć) – liczba naturalna następująca po 58 i poprzedzająca 60.

## 59 w nauce
- liczba atomowa prazeodymu
- obiekt na niebie Messier 59
- galaktyka NGC 59
- planetoida (59) Elpis

## 59 w kalendarzu
59. dniem w roku jest 28 lutego. Zobacz też co wydarzyło się w 59 roku n.e.